# 4441 Toshie
4441 Toshie è un asteroide della fascia principale. Scoperto nel 1985, presenta un'orbita caratterizzata da un semiasse maggiore pari a 2,9600811 UA e da un'eccentricità di 0,0455751, inclinata di 2,30915° rispetto all'eclittica.